# جون ستيوارت (مستكشف)
جون ستيوارت هو مستكشف كندي، ولد في 12 سبتمبر 1780، وتوفي في 14 يناير 1847.